# ラムラの戦い (1101年)
第1次ラムラの戦い（だい1じラムラのたたかい、英:First Battle of Ramla）とは、1101年9月7日にラムラで起きた戦闘である。この戦いはエルサレム王国（十字軍）とエジプトのイスラム国家ファーティマ朝との間で勃発した戦闘である。戦いが行われた場所であるラムラは、エルサレムからアスカロンに至る道中に存在する街であり、アスカロンにはファーティマ朝の要塞があった。このアスカロン砦はファーティマ朝の対エルサレム王国遠征の拠点として使用されていたとされ、当時のファーティマ朝の宰相アル＝アフダルは1099年から1107年にかけて、ほぼ毎年のようにエルサレム王国をこの砦から攻撃していた。この記事に記すラムラの戦いは、ファーティマ朝・エルサレム王国の3度目の戦いであった。

## 戦闘
ファーティマ軍は前ベイルート統治者のSaad el-Dawlehという者が率いており、対するエルサレム軍は国王ボードゥアン1世の指揮下にあった。この時ボードゥアンはたった260の騎兵と900の歩兵しか率いていなかったとされる一方、当時の司祭フルチャー・ド・シャルトルによるとファーティマ軍は32,000ほどであったといい、十字軍側は圧倒的に劣勢であったという。ただし、現在の歴史家はファーティマ軍を3,000〜5,000の規模であったのではないかと推測している。ファーティマ朝の大軍を目視したボードゥアン王は、自軍を戦闘配置に付かせて6つの部隊を編成し、自らは予備部隊を指揮した。そして両軍は激突した。戦闘序盤、ファーティマ軍と激突した最初の2つの部隊が破れ去り、エルサレム軍の先鋒部隊は甚大な被害を受けた。十字軍の領主en: Geldemar Carpenelはこの際に戦死したと伝わる。エルサレム軍は次の第3部隊までもが敗退し、ファーティマ軍の追撃を受けた。エルサレム軍は敗北寸前まで追い込まれた。しかし、第3部隊の敗走を見たボードゥアン王はエルサレム軍に反撃を下知し、自ら率いる予備部隊を迫り来るファーティマ軍に突撃させた。両軍は熾烈な接近戦を繰り広げ、エルサレム軍はファーティマ軍を押し返し始めた。次々と味方が倒れていく様子を見たファーティマ軍の兵士たちは怯え始め、ついに彼らは撤退を開始した。アスカロン砦に敗走していくファーティマ軍を追撃し終えたボードゥアンは、ラムラの戦場に戻り、ファーティマ軍の野営地を略奪して回った。この戦いでの勝利により、遠征シーズン真っ只中であったファーティマ朝のエルサレム王国侵攻を抑えることに成功し、王国は暫くの間イスラムの脅威から解放されることとなった。戦場に居合わせた司祭フルチャーによると、ファーティマ軍は大将Saad el-Dawlehを含む5,000人もの戦死者を出したという。しかし、エルサレム軍の被害も大きかったといい、エルサレム軍は80人の騎士と多くの歩兵をこの戦いで失ったとされる。

## 影響
この戦いにおいて十字軍は非常に多数の戦士を討ち取られ、その様子はもはや敗北に近いものであったとされ、戦後両勢力は混乱した。戦闘が終わり、ファーティマ軍の生き残りがアスカロンに敗走する中、戦闘序盤にファーティマ軍に打ち破られた十字軍の先鋒部隊の生き残りはヤッファまで逃げ去った。そして、ヤッファに逃げ延びた先鋒部隊はボードゥアンの王妃アルダに対して「ボードゥアン王とその部下たちは皆戦死した。」との誤った報告をし、またファーティマ軍の残存部隊約500はヤッファの城壁まで進軍しヤッファを攻め落とす気で城壁外に布陣した。以上より両勢力が如何に混乱していたのかが読み取れる。ボードゥアン王戦死の誤報を受け、アンティオキアの摂政タンクレードのもとに救援要請の書状が送られた。そしてヤッファはファーティマ軍に対して降伏することはせず、翌日には戦死したと思われていたボードゥアン王がヤッファに帰還したのだった。ファーティマ軍はその後すぐに蹴散らされた。この戦いで十字軍は勝利したものの、ファーティマ軍からアスカロン砦を奪取することはできなかった。この誤算は、翌年ラムラでファーティマ軍と再び激突することになるボードゥアンに倒して大きな代償となるのであった。

## ファーティマ朝の軍勢
この頃のファーティマ朝の軍勢は、スーダン人の弓兵とアラブ人・ベルベル人の騎馬隊によって構成されていた。この戦いの際、弓兵は歩兵であった上に騎馬隊はランスと剣を装備した状態で攻撃命令が下されるまで待機していたため、十字軍重装騎兵の格好の的となった。また1105年のラムラでの戦闘の際を除いて、トルコ人の軍人トグテキンはファーティマ朝に対してテュルク騎兵を援軍に派遣していたものの、ファーティマ朝はその援兵を作戦に投入することはなかったという。
また、十字軍はテュルク騎兵の戦術や戦闘能力を王国の脅威になりうる存在であると十分認識していたものの、ファーティマ朝のエジプト軍に関しては脅威になりうる存在とは全く認識していなかったという。ファーティマ朝に対する過信により、翌年のラムラでの戦いでは十字軍はエジプト軍に大敗を喫することになったものの、それ以上の頻度でファーティマ軍は十字軍に繰り返し敗れ去っていたからだ。「フランク人は、サラディンが台頭し始める頃まで、シリアやメソポタミアのムスリム兵と同程度にエジプト兵を恐れることは決してなかった」のだった。